# زاك روبنسون
زاك روبنسون (بالإنجليزية: Zac Robinson)‏ هو لاعب كرة قدم أمريكية أمريكي، ولد في 29 سبتمبر 1986 في ليتلتون في الولايات المتحدة.

## وصلات خارجية
- زاك روبنسون على موقع مرجع كرة القدم المحترفة.كوم (الإنجليزية)